# Robert Breyer
Robert Breyer (* 19. Juni 1866 in Stuttgart; † 26. Februar 1941 in Bensheim-Auerbach) war ein deutscher Maler und Zeichner.

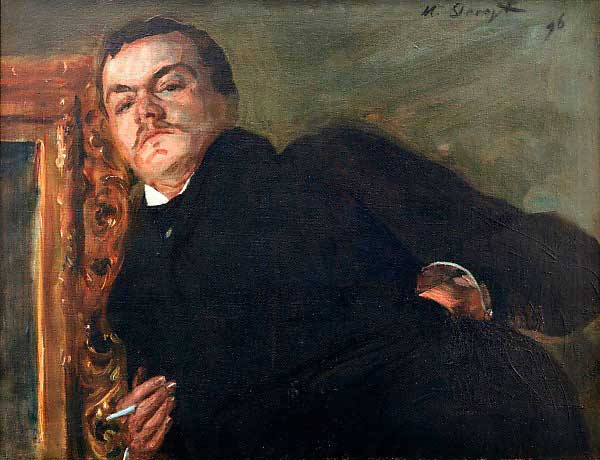
Max Slevogt: Bildnis Robert Breyer, 1896

## Leben und Werk
Breyer studierte am Polytechnikum München (heute Technische Universität München) und nahm 1887/1888 Zeichenunterricht bei Paul Nauen. Er wurde 1888 durch Hermann Tafel zur Aufnahme in die Akademie vermittelt. Dort kam er in die Malklasse von Wilhelm von Diez, wo eine Freundschaft zu Max Slevogt begann, mit dem er 1890 eine Italien-Reise (Capri) unternahm. 1892 arbeitete er bei Wilhelm Trübner in Seeon. Bis 1900 war Breyer in München. Danach von 1901 bis 1913 in Berlin. 1913 erwarb er ein Landhaus in Bensheim-Auerbach. 1914 ging er an die Akademie der Bildenden Künste Stuttgart, wo er bis 1933 eine Malklasse leitete. Seine Meisterschüler waren u. a. Gustav Schopf und Immanuel Knayer.

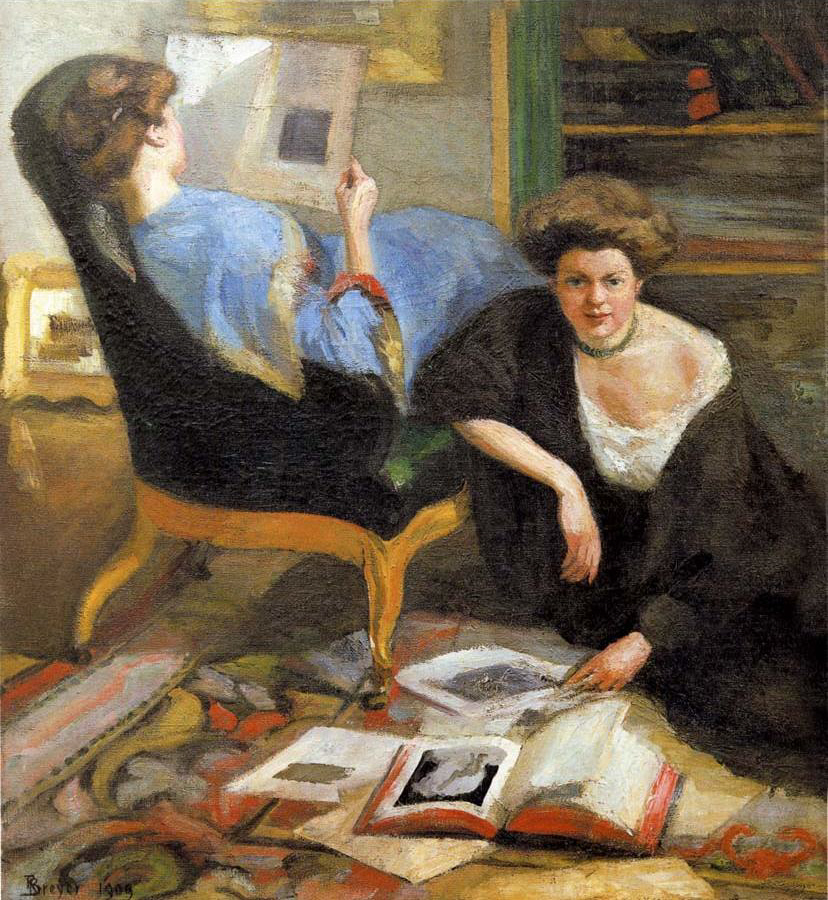
Die Lesenden (1909)
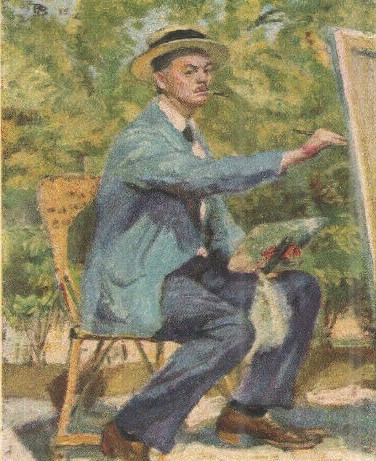
Selbstbildnis (1915)
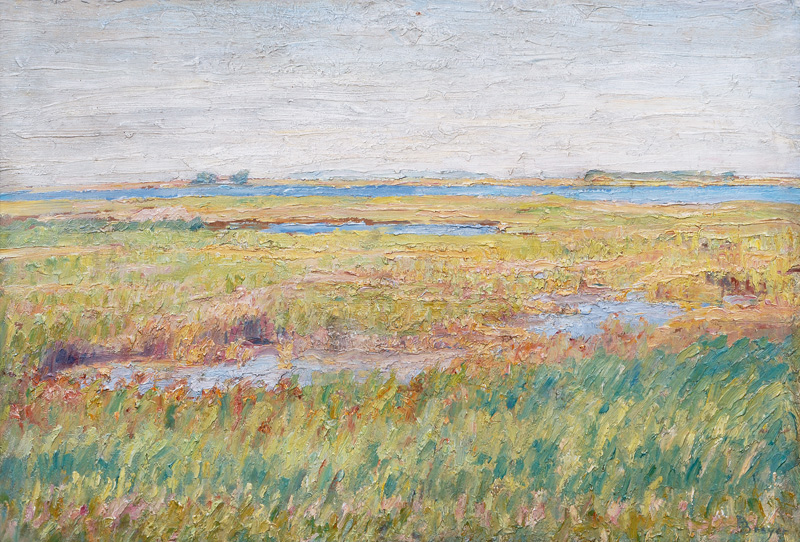
Sylt
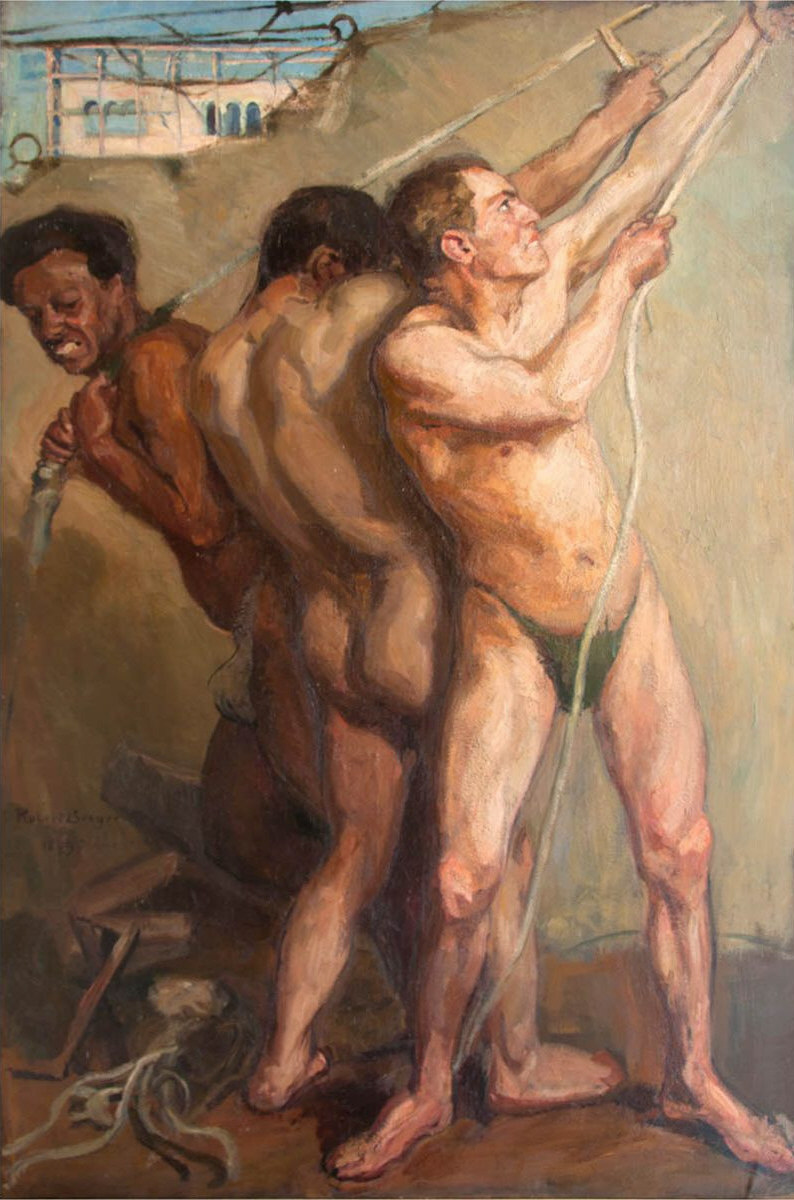
Zirkusaufbau (1899)